# Archieparquía de Leópolis de los ucranianos
La archieparquía de Leópolis de los ucranianos (en latín: Archieparchia Leopolitana Ucrainorum y en ucraniano: Львівська архієпархія) es una circunscripción eclesiástica de la Iglesia católica en Ucrania. Se trata de una archieparquía greco-católica ucraniana, sede metropolitana de la provincia eclesiástica de Leópolis de los ucranianos. Desde el 10 de noviembre de 2005 su archieparca es Ihor Voz'njak, de la Congregación del Santísimo Redentor.

## Territorio y organización

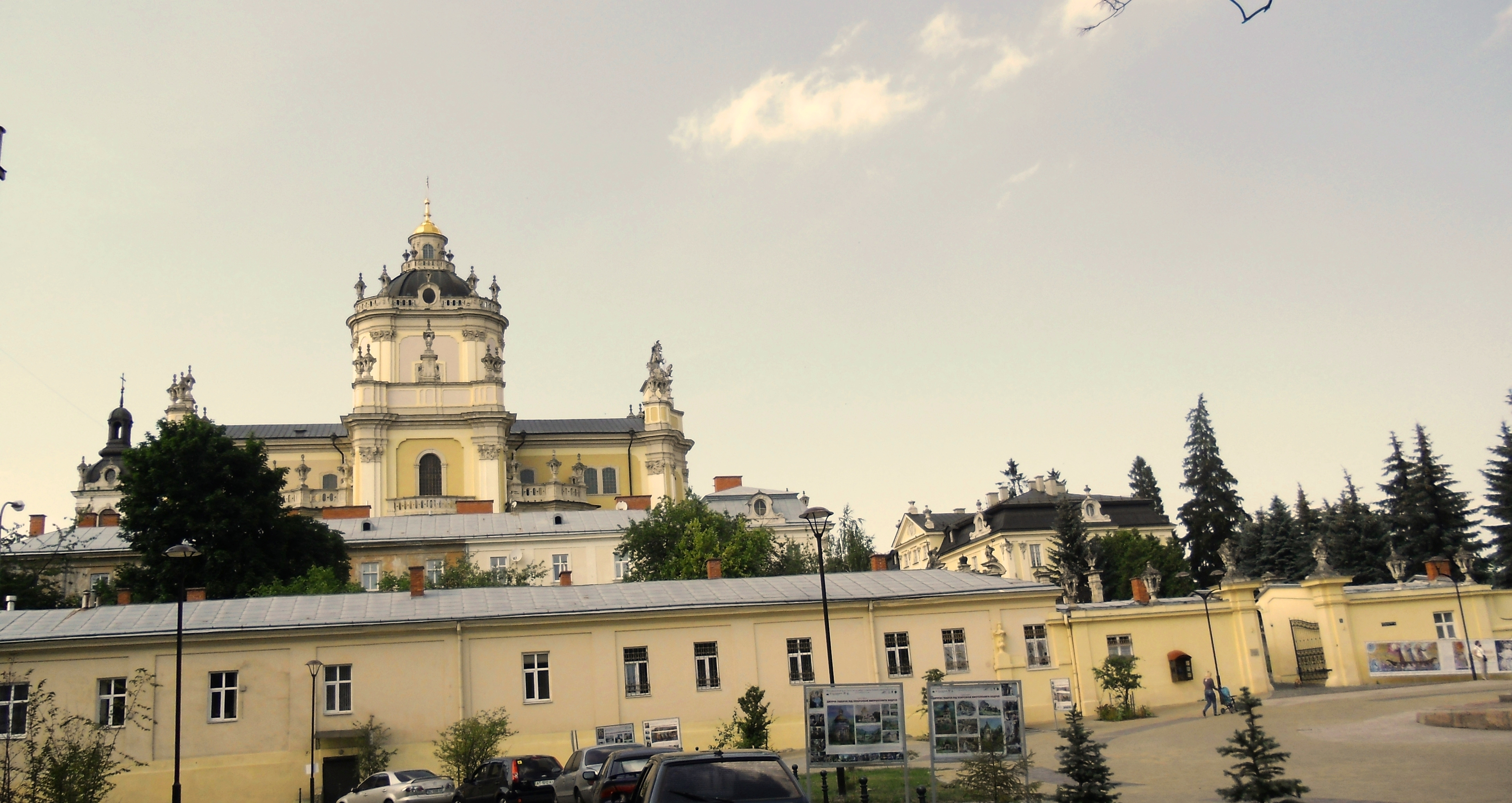
Catedral de San Jorge

La archieparquía tiene 3767 km² y extiende su jurisdicción sobre los fieles católicos de bizantino residentes en la óblast de Leópolis en los antiguos distritos de Zoločiv, Pustomyty y Javoriv y la ciudad de Leópolis, que hoy son parte de los distritos de Zolochiv, Leópolis y Yavoriv.
La sede de la archieparquía se encuentra en la ciudad de Leópolis, en donde se halla la Catedral de San Jorge.
La archieparquía tiene como sufragáneas a las eparquías de: Sámbir-Drohóbych, Sokal-Zhovkva y Stryi.
En 2021 en la archieparquía existían 317 parroquias.

## Historia
La eparquía de Leópolis fue erigida en 1539, como sede ortodoxa es heredera de la eparquía de Halyč, que había sido erigida a mitad del siglo XII y elevada al rango de metrópolis en 1303, hasta que el título metropolitano fue trasladado a Kiev en 1401.
La eparquía de Leópolis no reconoció la Unión de Brest de 1596 y estableció la plena comunión con la Iglesia católica solo en 1700.
El 22 de febrero de 1807, mediante bula En universalis Ecclesiae del papa Pío VII, Leópolis fue unida a la sede de Halyč y elevada al rango de archieparquía metropolitana, teniendo como sufragáneas a las eparquías de Chełm y de Przemyśl (hoy archieparquía de Przemyśl-Varsovia). Con la misma bula el papa concedió al emperador el derecho de nombrar los archieparcas.
El 26 de marzo de 1885 cedió una porción de su territorio para la erección de la eparquía de Stanislaviv (hoy Archieparquía de Ivano-Frankivsk), mediante el breve De universo dominico del papa León XIII.
El 9 y 10 de marzo de 1946 las autoridades soviéticas convocaron en la Catedral de San Jorge un falso sínodo (Sínodo de Leópolis), en el cual 216 sacerdotes fueron obligados a revocar la Unión de Brest. Las actividades de la Iglesia greco-católica prosiguió clandestinamente, para huir de las deportaciones y las torturas con las cuales la Iglesia era perseguida.
El 23 de diciembre de 1963 fue erigida por el papa Pablo VI la archieparquía mayor de Kiev-Galitzia de la Iglesia greco-católica ucraniana y la archieparquía se convirtió en la sede propia del arzobispo mayor.
El 20 de abril de 1993 cedió porciones de su territorio para la erección de las eparquías de Sámbir-Drohóbych, de Ternópil y de Zboriv (estas dos últimas actualmente están unidas en la archieparquía de Ternópil-Zboriv). El 25 de noviembre de 1995 cedió otra porción de su territorio en favor de la erección del exarcado apostólico de Kiev-Vyšhorod (hoy archieparquía de Kiev). El 21 de julio de 2000 cedió de nuevo otras porciones de su territorio en favor de la erección de las eparquías de Sokal' (hoy eparquía de Sokal'-Žovkva) y de Stryj.
El 20 de abril de 1993 cedió partes de su territorio para la erección por el archieparca mayor de las eparquías de Sámbir-Drohóbych, Ternopil' y Zboriv (estas dos últimas ahora unidas en la archieparquía de Ternopil'-Zboriv).
El 25 de noviembre de 1995 cedió otra porción de su territorio para la erección por el archieparca mayor del exarcado apostólico de Kiev-Vyshhorod (hoy archieparquía de Kiev).
El 21 de julio de 2000 volvió a ceder partes de su territorio para la erección por el archieparca mayor de las eparquías de Sokal' (hoy la eparquía de Sokal'-Žovkva) y Stryj.
La sede de la archieparquía mayor fue transferida a Kiev el 29 de agosto de 2005; al tiempo que la archieparquía de Leópolis se convirtió en sede arzobispal no metropolitana, con un ordinario propio. El 21 de noviembre de 2011 fue restituida al rango de archieparquía metropolitana.

## Estadísticas
Según el Anuario Pontificio 2022 la archieparquía tenía a fines de 2021 un total de 732 484 fieles bautizados.
| Año                                                                             | Población            | Población | Población      | Sacerdotes | Sacerdotes    | Sacerdotes    | Bautizados por sacerdote | Diáconos permanentes | Religiosos | Religiosos | Parroquias |
| Año                                                                             | Bautizados católicos | Total     | % de católicos | Total      | Clero secular | Clero regular | Bautizados por sacerdote | Diáconos permanentes | Varones    | Mujeres    | Parroquias |
| ------------------------------------------------------------------------------- | -------------------- | --------- | -------------- | ---------- | ------------- | ------------- | ------------------------ | -------------------- | ---------- | ---------- | ---------- |
| 1943                                                                            | 1 300 000            | ?         | ?              | 1004       | 1004          |               | 1294                     |                      |            |            | 1267       |
| 1997                                                                            | 1 607 000            | 1 826 700 | 88.0           | 555        | 483           | 72            | 2895                     | 2                    | 485        | 381        | 736        |
| 2000                                                                            | 857 053              | 1 783 400 | 48.1           | 285        | 251           | 34            | 3007                     | 2                    | 204        | 291        | 434        |
| 2001                                                                            | 650 000              | 1 122 700 | 57.9           | 316        | 262           | 54            | 2056                     | 2                    | 202        | 193        | 264        |
| 2002                                                                            | 655 000              | 1 120 000 | 58.5           | 329        | 273           | 56            | 1990                     | 2                    | 185        | 210        | 272        |
| 2003                                                                            | 650 000              | 1 068 209 | 60.8           | 329        | 271           | 58            | 1975                     | 2                    | 131        | 208        | 271        |
| 2009                                                                            | 755 821              | 1 068 400 | 70.7           | 399        | 319           | 80            | 1894                     | 4                    | 363        | 277        | 277        |
| 2013                                                                            | 675 224              | 966 529   | 69.9           | 468        | 375           | 93            | 1442                     | 3                    | 341        | 275        | 285        |
| 2016                                                                            | 812 523              | 1 068 773 | 76.0           | 489        | 390           | 99            | 1661                     | 2                    | 263        | 244        | 289        |
| 2019                                                                            | 795 700              | 1 063 500 | 74.8           | 487        | 395           | 92            | 1633                     |                      | 188        | 187        | 310        |
| 2021                                                                            | 732 484              | 1 051 835 | 69.6           | 495        | 403           | 92            | 1479                     |                      | 177        | 190        | 317        |
| Fuente: Catholic-Hierarchy, que a su vez toma los datos del Anuario Pontificio. |                      |           |                |            |               |               |                          |                      |            |            |            |

## Episcopologio

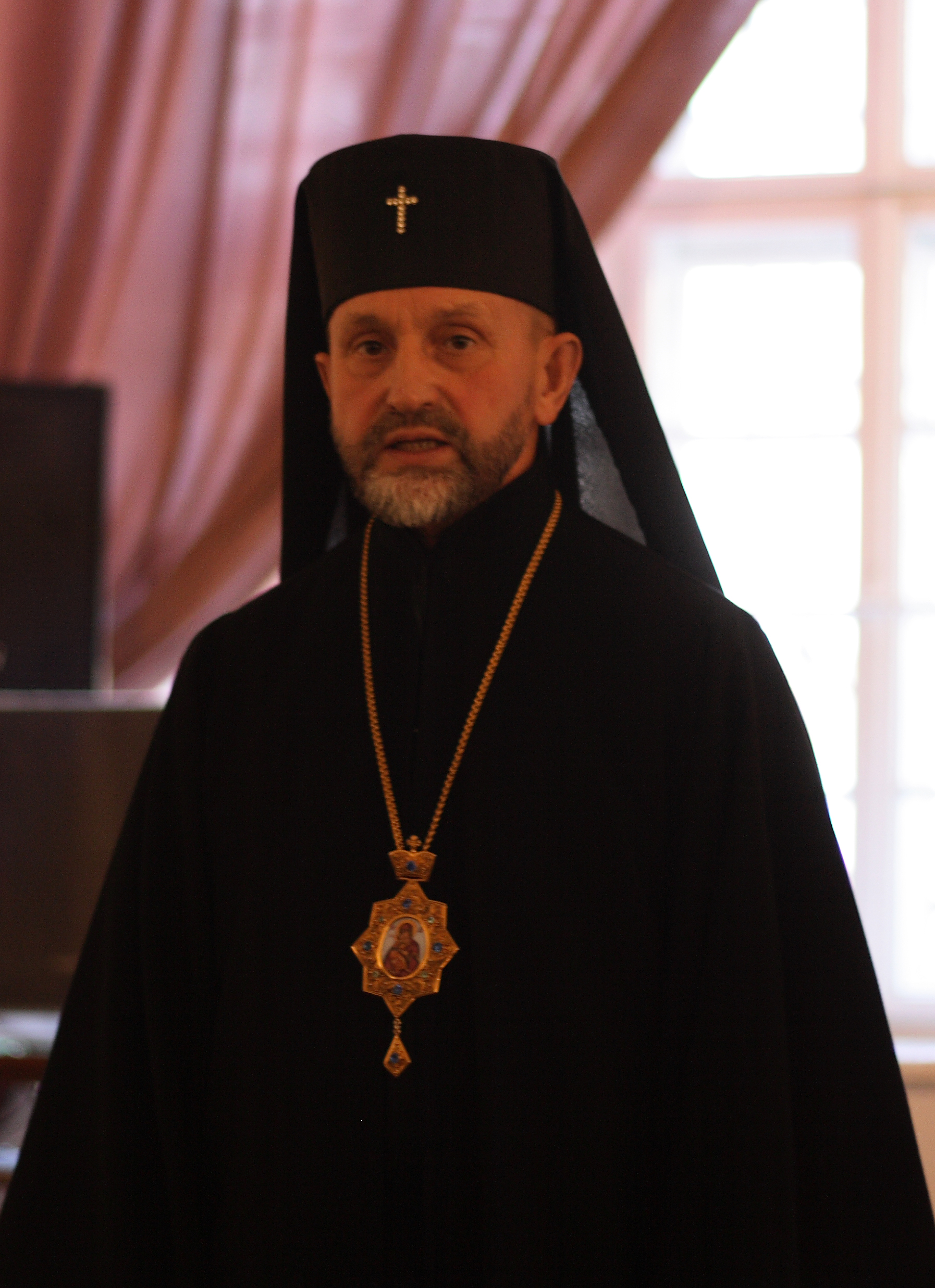
El redentorista Ihor Voz'nyak es el actual arquieparca de Leópolis de los ucranianos

- Josyf Szumlański † (1700-1708 falleció)
- Vasil' Szeptyckyj † (1708-5 de abril de 1715 falleció)
- Atanazy Szeptyckyj † (10 de septiembre de 1715-17 de agosto de 1729 nombrado archieparca de Kiev)
- Leon Szeptyckyj † (9 de marzo de 1747 consagrado-1 de febrero de 1778 sucedió al archieparca de Kiev)
- Piotr Bielański † (30 de octubre de 1779-29 de mayo de 1798 falleció)
- Mykola Skorodyński † (28 de octubre de 1798-23 de mayo de 1805 falleció)
- Antoni Angelowicz † (16 de marzo de 1808-6 de junio de 1814 falleció)
- Mihail Lewicki † (8 de marzo de 1816-14 de enero de 1858 falleció)
- Hryhorij Jachymowycz † (20 de marzo de 1860-29 de abril o 1 de mayo de 1863 falleció)
- Spyrydon Lytvynovyč † (28 de septiembre de 1863-4 de junio de 1869 falleció)
- Josyf Sembratowicz (Sembratovyc) † (27 de junio de 1870-11 de noviembre de 1882 renunció[nota 2])
- Sylwester Sembratowicz  † (27 de marzo de 1885-4 de agosto de 1898 falleció)
- Julian Kuiłowski † (19 de junio de 1899-4 de mayo de 1900 falleció)
- Andrej Szeptycki, O.S.B.M. † (12 de diciembre de 1900-1 de noviembre de 1944 falleció)
- Josyp Slipyj † (1 de noviembre de 1944 por sucesión-7 de septiembre de 1984 falleció)
- Myroslav Ivan Ljubačivs'kyj † (7 de septiembre de 1984 por sucesión-14 de diciembre de 2000 falleció)
- Ljubomyr Huzar † (25 de enero de 2001-29 de agosto de 2005 nombrado archieparca de Kiev)
- Ihor Voz'njak, C.SS.R., desde el 10 de noviembre de 2005